# Hunteria camerunensis
Espèce
Synonymes
- Comularia camerunensis (K.Schum. ex Hallier f.) Pichon[1]
- Pleiocarpa camerunensis (K.Schum. ex Hallier f.) Stapf[1]
- Polyadoa camerunensis (K.Schum. ex Hallier f.) Brenan[1]

Hunteria camerunensis K.Schum  est une espèce de plantes à fleurs de la famille des Apocynaceae et du genre Hunteria, selon la classification phylogénétique. C'est un arbuste présent au Cameroun.

## Description
Cet petit arbre ou buisson, décrit au Cameroun, atteint une hauteur de 1 à 3 mètres. Ses minuscules fleurs blanches sont regroupées en grappes denses et terminales . 